# Aputrechisibus
Aputrechisibus is een geslacht van kevers uit de familie van de loopkevers (Carabidae). De wetenschappelijke naam van het geslacht is voor het eerst geldig gepubliceerd in 2007 door Trezzi.

## Soorten
Het geslacht Aputrechisibus is monotypisch en omvat slechts de volgende soort:
- Aputrechisibus dubius Trezzi, 2007